# Jorge Alberto Juraidini Rumilla
Jorge Alberto Juraidini Rumilla (6 de marzo de 1960, Teziutlán, Puebla) político mexicano. Del 2009 al 2012 fue diputado federal de la LXI Legislatura representando al estado de Puebla.
Es Ingeniero Industrial y de Sistemas por el Instituto Tecnológico y de Estudios Superiores de Monterrey. Cursos de especialización en la Universidad Iberoamericana sobre análisis político y cabildeo y prácticas parlamentarias. Estudios de Alta Dirección en el IPADE. Cuenta con diversos cursos de Mercadotecnia Política en la Universidad George Washington y el Centro Político con sede en Miami.
Desde 1997 a 2009, se desempeñó como Director de Relaciones con Gobierno del Grupo FEMSA.
En el sector público ha sido director de relaciones interparlamentarias del Senado de la República y en SECOFI como responsable del enlace legislativo; De 1992 a 1996 representante adjunto en la Oficina de Negociación del Acuerdo de Libre Comercio de América del Norte en la ciudad de Ottawa, Canadá.
Se ha desempeñado como director de Relaciones Públicas LIV Legislatura de la Cámara de Diputados. Ha sido diputado suplente por el Partido Revolucionario Institucional en el Congreso local de Puebla (L Legislatura), diputado federal suplente en la LVIII Legislatura. Ha fungido también como secretario de Finanzas de la CNOP, y diputado federal en la LXI Legislatura participando en comisiones como Economía, Hacienda y Energía.
Durante el periodo 2000 a 2009 fue miembro del Consejo Consultivo del Programa Nacional para el Financiamiento de Microempresas. PRONAFIM. Senador suplente para las LXII y LXIII Legislaturas.
En enero de 2013, fue designado por el presidente Enrique Peña Nieto como director general de Telecomunicaciones de México (Telecomm-Telégrafos), con la encomienda de administrar y expandir la cobertura de las distintas redes públicas de telecomunicación, y responsable de la operación del sistema satelital mexicano (Mexsat). Concluyó el encargo el 31 de enero de 2019.
Fundador del despacho Desarrollo de Estrategias Políticas y Asuntos Públicos. 
Y actualmente es director general ejecutivo del Consejo Coordinador Empresarial (CCE). 